# Roniel Iglesias
Roniel Iglesias Sotolongo est un boxeur cubain né le 14 août 1988.

## Carrière
Champion olympique aux Jeux de Londres en 2012 et médaillé de bronze à Pékin en 2008 dans la catégorie super-légers, sa carrière amateur est également marquée par un titre mondial à Milan en 2009 et une médaille d'or aux Jeux panaméricains de Guadalajara en 2011. Roniel Iglesias remporte également la médaille d'or aux Jeux Olympiques de Tokyo 2020 en battant en finale le britannique Pat McCormack par un score de 5-0.

## Palmarès

### Jeux olympiques
- Médaille d'or en -69 kg aux Jeux de 2020 à Tokyo, Japon
- Médaille d'or en -64 kg aux Jeux de 2012 à Londres, Angleterre
- Médaille de bronze en -64 kg aux Jeux de 2008 à Pékin, Chine

### Championnats du monde de boxe amateur
- Médaille d'or en -64 kg en 2009 à Milan, Italie.
- Médaille d'argent en -69 kg en 2017 à Hambourg, Allemagne.

### Jeux panaméricains
- Médaille d'or en -64 kg en 2011 à Guadalajara, Mexique.
- Médaille d'argent en -69 kg en 2015 à Toronto, Canada.

### Autres résultats
- Médaille d'or en -69 kg à la Coupe de l'indépendance 2013 à Santiago de los Caballeros, République dominicaine[2],[3].